# Razor (berg)
Razor is een berg bij Trenta bij de Vršič-pas in de Julische Alpen in de regio Goriška in het noordwesten van Slovenië.
Razor is 2601 meter hoog.